# Bokovo-Chrustalne
Bokovo-Chrustalne (ukrajinsky Боково-Хрустальне, do roku 2016 Вахрушеве – Vachruševe, rusky Вахрушево – Vachruševo) je město v Luhanské oblasti na Ukrajině. K roku 2011 v něm žilo přes dvanáct tisíc obyvatel.

## Poloha
Město leží na jihozápadě Luhanské oblasti severně od toku Miusu tekoucího do Azovského moře. Od Luhansku, správního střediska oblasti, je vzdáleno přibližně 58 kilometrů jihozápadně. Bližší větší město je Chrustalnyj ležící přibližně osm kilometrů východně.

## Dějiny
Vachruševe vzniklo v roce 1954 sloučením několika hornických sídel vzniklých začátkem století. Městem je od roku 1954. Původní jméno bylo k poctě sovětského státníka Vasilije Vasiljeviče Vachruševa.